# Pseudaletia quechua
Pseudaletia quechua är en fjärilsart som beskrevs av John G. Franclemont 1951. Pseudaletia quechua ingår i släktet Pseudaletia och familjen nattflyn. Inga underarter finns listade i Catalogue of Life.